# Jiří Hána (herec)
Jiří Hána (* 29. září 1976 Ústí nad Labem) je český herec působící v Městských divadlech pražských.

## Život a divadelní působení

### Vzdělání
Studoval soukromé gymnázium v Ústí nad Labem. Následně absolvoval herectví na pražské DAMU v ročníku vedeném Borisem Rösnerem, Evou Salzmannovou a režisérem Milošem Horanským.

### Herecké začátky
Už v patnácti letech hrál menší role v Činoherním studiu v Ústí nad Labem, například v představeních Tři mušketýři, Procitnutí jara, Pitínského Matka, Cocteaův Dvojhlavý orel, Císařův mim od Václava Renče či Jedenácté přikázání.
Po absolutoriu na DAMU se společně s ústeckou divadelní skupinou dostal do pražského Činoherního klubu, kde hrál v inscenacích Král nekrál či Zkrocení zlé ženy.
Objevil se také na scéně Divadla Komedie, a to v představeních Banditi a Tvar věcí; dále pak v Arše ve hře o E. F. Burianovi Kladivo na divadlo a v Divadle Blaník ve hře Pod jižním křížem. V Divadle Viola se představil ve hře Tím končím tvá láska M. D. s Ljubou Skořepovou a Zločin lorda Artura Savila.

### Divadlo
V Divadle Rokoko působí od roku 2001, kdy dostal nabídku od tehdejšího šéfa Zdenka Potužila a zahrál si několik rolí; bylo to v představeních Skřivánek, Oddací list, Rychlé šípy I. a II., Smrt obchodního cestujícího nebo Tramvaj do stanice Touha.
V Rokoku zůstal i po změně vedení, za Tomáše Svobody a Thomase Zielinskiho, kteří tu inscenovali například antickou Oresteiu v aktualizované podobě. Zajímavým představením z té doby byla Matčina kuráž od George Taboriho.
V sezoně 2014/2015 účinkoval v představeních:
- Divadlo Rokoko: Věštkyně, vraždy a jasnovidci, Kancl, Sebevrah, Oddací list
- Divadlo ABC: Listopad, Drž mě pevně, miluj mě zlehka, Lakomá Barka, České Vánoce

Pravidelně účinkuje také na Letních shakespearovských slavnostech, například v inscenacích Marná lásky snaha, Hamlet, Večer tříkrálový, Bouře, Jindřich IV..

### Osobní život
S expřítelkyní Radkou Fišarovou mají syna Oskara.

## Film a televize
- Stříbrný a Ryšavec
- Početí mého mladšího bratra
- Začátek světa
- Malvína
- Redakce (TV seriál)
- I ve smrti sami
- 3 plus 1 s Miroslavem Donutilem (TV seriál)
- Eden (TV seriál)
- Boží pole s.r.o.
- Zastřený hlas
- Anglické jahody
- Comeback (TV seriál)
- Kriminálka Anděl - Klášterní tajemství (TV seriál)
- Nemocnice na kraji města (TV seriál; saniťák ve 3. řadě)
- Přešlapy (TV seriál)
- Smyčka
- Zoufalci
- Zrychlený čas (historický dokumentární cyklus)
- Ach, ty vraždy! (TV seriál)
- Cizí příběh
- Dokonalý svět (TV seriál)
- Zázraky života (TV seriál)
- Mazalové (TV seriál)
- Aféry (TV seriál)
- Ententýky (TV seriál)
- NESHOW (TV pořad)
- Jetelín (TV seriál)
- Trojí život (TV film)
- Kosmo (TV seriál)
- Ohnivý kuře (TV seriál)
- Ulice (TV seriál; Patrik)
- Specialisté (TV seriál)